# Том Айрдейл
Том Айрдейл (англ. Tom Iredale; 24 березня 1880 — 12 квітня 1972) — британський орнітолог та малаколог, який прожив більшу частину свого життя в Австралії. Він був автодидактом, який ніколи не навчався в університеті і не мав офіційної підготовки. Це знайшло відображення в його пізніших працях; він ніколи не переглядав свої рукописи і ніколи не користувався друкарською машинкою.

## Біографія
Айрдейл народився в Стайнберні в графстві Камберленд, Англія. Навчався у фармацевта з 1899 по 1901 рік, і разом з хіміком Вільямом Лорі ходив спостерігати за птахами та збирати яйця в Озерному краї.
Айрдейл емігрував до Нової Зеландії за порадою лікаря, оскільки у нього були проблеми зі здоров'ям. Можливо, він хворів на туберкульоз. У грудні 1901 року вин прибув до Веллінгтона (Нова Зеландія) і поїхав у Крайстчерч. Другого дня свого перебування в Крайстчерчі він виявив, що в місцевому музеї 2 з 16 яєць англійських птахів були визначені неправильно — яйце рябчика, позначене як кулик, а водяної курочки позначене як пастушок.
Айрдейл став писарем у новозеландській компанії в Крайстчерчі (1902—1907). 16 квітня 1906 року він одружився з Алісою Мод Аткінсон і у них народилася дочка — Іда.
У 1908 році Айрдейл приєднався до експедиції на острови Кермадек і десять місяців прожив на цих віддалених островах на північний схід від Нової Зеландії. Живучи серед тисячі птахів, він став експертом із птахів. Він також збирав молюсків на острові і розвинув інтерес до малакології.
У 1909 році він відвідав Квінсленд (Австралія), зібравши зразки близько 300 видів хітонів та інших молюсків.
Айрдейл повернувся до Британії і став позаштатним працівником Британського музею природознавства в Лондоні (1909—1910). Там він працював помічником Грегорі Метьюса у роботі над книгою «Птахи Австралії» (1911—1923). Він написав значну частину тексту, але авторство книги зараховане лише Метьюсу.
Під час роботи в Лондоні він жив зі співачкою Джейн Девіс, з якою познайомився на вечірці Ротшильда 1910 року. Між 1910 і 1917 роками у них народилися син і чотири дочки. Син помер у дитинстві.
Айрдейл продовжив свою роботу під патронатом багатих натуралістів, таких як Чарльз Ротшильд, на замовлення якого він їздив до Угорщини, щоб збирати бліх з птахів. Айрдейл одружився з Ліліан Маржоріт Медленд (1880—1955) 8 червня 1923 року. Вона проілюструвала кілька його книг і стала однією з найкращих художників птахів Австралії.

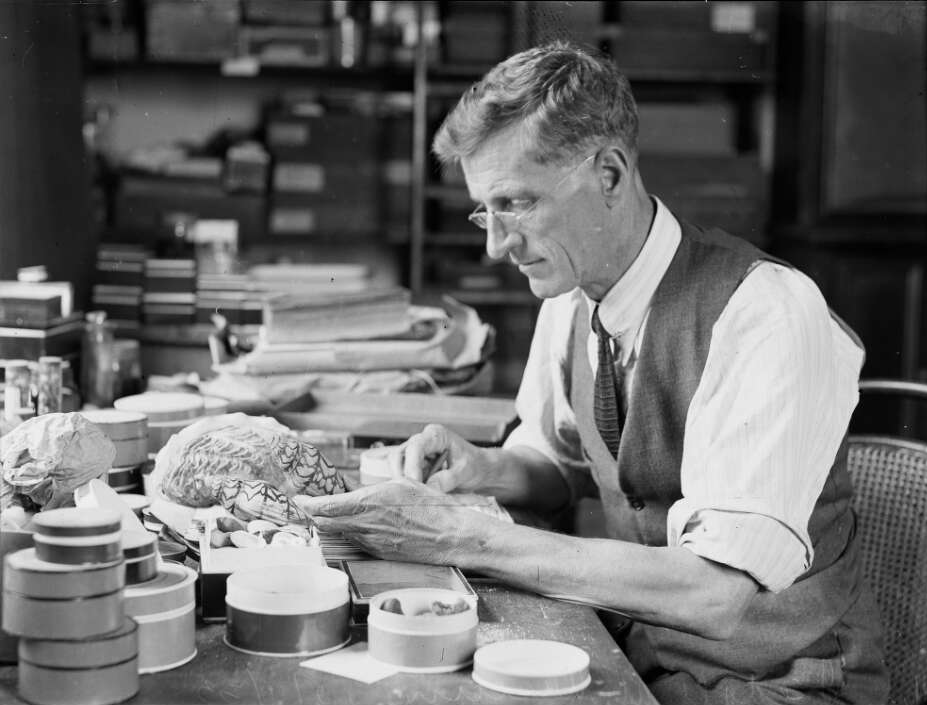
Вивчення зразків в Австралійському музеї, 1933 рік

Айрдейл повернувся до Австралії 1923-го й того ж року обраний членом Королівського союзу орнітологів Австралії (RAOU). Він був радником RAOU у Новому Південному Уельсі в 1926 році і служив у Комітеті з міграції RAOU 1925—1932.
Він зайняв посаду конхолога в Австралійському музеї в Сіднеї (1924—1944). Айрдейл спочатку був призначений допомагати Джойсу Аллану, тимчасовому керівнику відділу конхології. Однак у 1925 році його призначили головним конхологом. Він невтомно працював над публікаціями про раковини, птахів, екологію та зоогеографію. Він часто читав лекції та писав у газетах багато науково-популярних статей. Завдяки його зусиллям (і зусиллям пізніших кураторів) у Секції молюсків Австралійського музею зберігається найбільша колекція молюсків у Південній півкулі з понад 6000 екземплярів. Айрдейл став почесним співробітником з моменту виходу на пенсію в 1944 році і до своєї смерті.
Айрдейл став членом Королівського зоологічного товариства Нового Південного Уельсу в 1931 році; був нагороджений медаллю Кларка Королівського товариства Нового Південного Уельсу в 1959 році; і був президентом Королівського зоологічного товариства Нового Південного Уельсу в 1937–38 роках.